# John Beilein
 (décembre 2019).
Si vous disposez d'ouvrages ou d'articles de référence ou si vous connaissez des sites web de qualité traitant du thème abordé ici, merci de compléter l'article en donnant les références utiles à sa vérifiabilité et en les liant à la section « Notes et références ».
John Patrick Beilein, né le 5 février 1953 est un entraîneur américain de basket-ball. Il possède une grande expérience de coaching au rang universitaire, en entraînant de 1978 jusqu'en 2019 en NCAA. Il a remporté 754 matchs en carrière en universitaire et 829 matchs au total en comptant les années lycées. 
Il est connu pour son attention aux détails, sa concentration sur les fondamentaux et son talent pour développer des joueurs sous-estimés. Beilein est également respecté comme l'un des entraîneurs les plus propres et les plus respectueux des règles. Dans un sondage réalisé par CBS en 2017, Beilein a été élu entraîneur le plus propre du basket-ball universitaire, recueillant 26,6% des voix.

## Carrière d'entraîneur NBA
Le 13 mai 2019, Beilein a été nommé entraîneur principal des Cavaliers de Cleveland de la NBA, signant un contrat de cinq ans. Il a été choisi par la franchise pour entourer le jeune effectif de la franchise, puisque John Beilein possède une grande expérience avec les jeunes joueurs. Le 19 février 2020, il quitte son poste au sein de la franchise de l'Ohio.

## Style de coaching

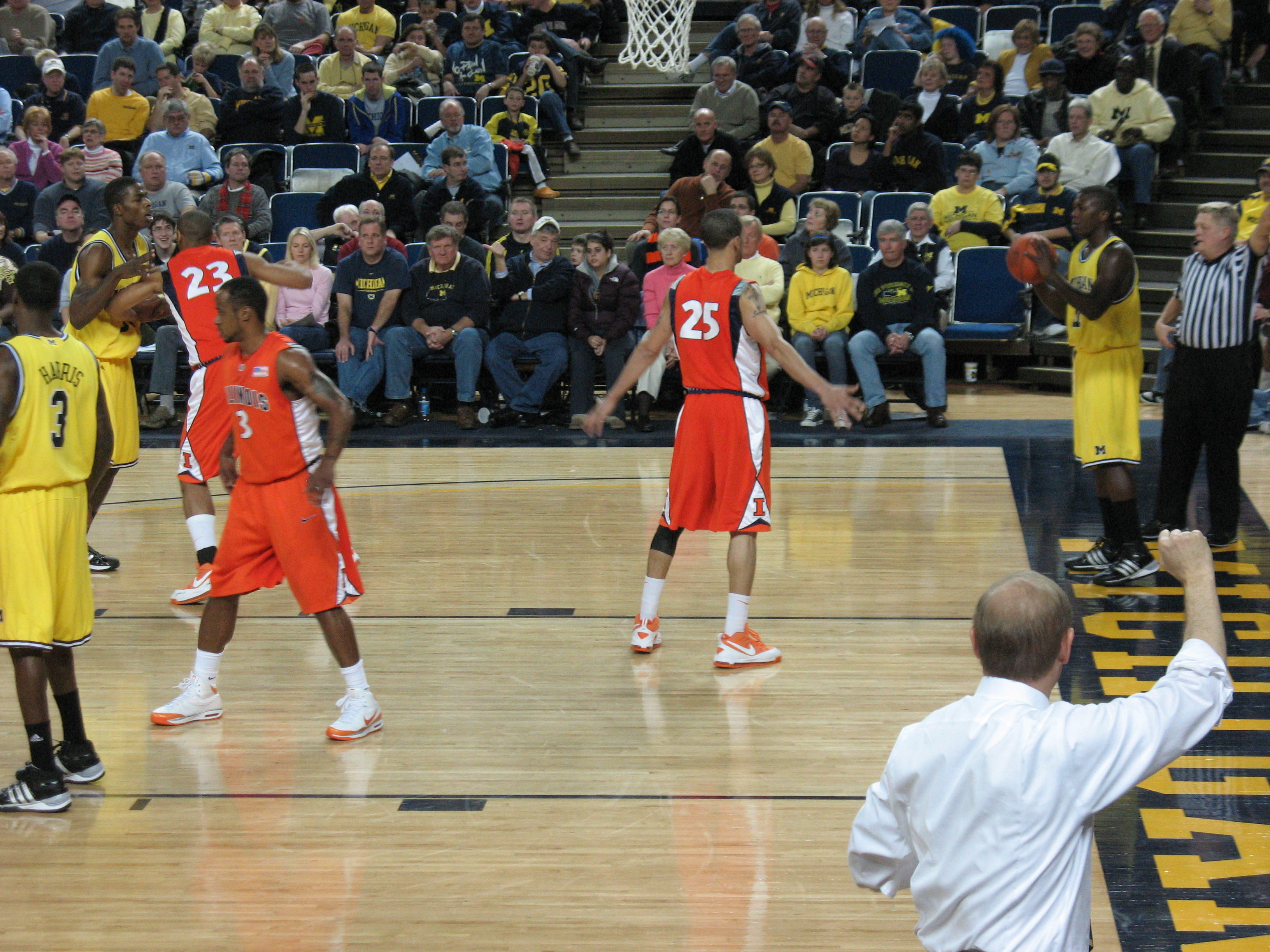
Beilein, de dos, indiquant un système.

Beilein est connu pour son système offensif, mettant l'accent sur un mouvement constant, de passes, un travail d'équipe discipliné. Ses formations de jeu tentent non seulement d'ouvrir des espaces aux joueurs, pour couper vers le panier, mais sont également connues pour leur nombre élevé de tentatives à trois points. 